# Marinai perduti
Marinai perduti (Les Marins perdus) è un romanzo drammatico dello scrittore francese Jean-Claude Izzo nel 1997.
Dal libro nel 2003 è stato tratto un film omonimo.

## Trama
(Jean-Claude Izzo, Marinai perduti)
Due uomini, il comandante Abdul Aziz e il suo secondo Diamantis, si ritrovano soli a bordo della nave Aldébaran, pignorata nel porto di Marsiglia. Partendo dal grande dubbio sul perché siano rimasti lì, in quell'ammasso di ferraglia, confessano, con le loro riflessioni e gli scarni dialoghi che scambiano fra loro, le passioni e le debolezze di chi ha sacrificato tutto per un grande amore: il mare. Si disegnano così due personaggi con storie analoghe ma ben diversa visione della vita.
Abdul ha lasciato ancora una volta la moglie Céphée e i figli nella loro casa di Dakar. Il suo tormento è l'idea di essere stato abbandonato definitivamente dalla moglie, per non aver creduto nella felicità. A nulla valgono i rapporti sessuali con donne guardate come un bell'oggetto oppure puttane.
Diamantis è divorziato e ha lasciato a Psara, un'isola greca, Melina, ex-moglie, e un figlio, Mikis. Anche lui sta meditando sul significato reale delle scelte nella sua vita. Ma insieme a questo si è messo alla accanita ricerca di un lontano amore, Amina, conosciuta proprio a Marsiglia. Si crea, contemporaneamente, una simpatia con Mariette, figlia dei gestori di un bistrò nelle vie di Marsiglia.
Nedim, semplice marinaio turco, con i soldi della liquidazione ricevuti dal capitano Aziz, pensa bene ad impiegare il tempo rimasto prima di ripartire per Istanbul in un night, dove incontra Lalla e Gaby, due entraineuses che gli sottraggono tutto il denaro impedendogli di fatto il ritorno a casa. Nel tentativo di aiutare Nedim, Diamantis incontra Gaby che si scoprirà essere invece Amina, il suo vecchio amore e Lalla, la figlia di cui ignorava l'esistenza.
Gaby sarà uccisa dal geloso amante, Nedim si innamorerà di Lalla, ricambiato, ma finirà assassinato durante una colluttazione dal Capitano Aziz in un momento di follia. Diamantis si riavvicinerà alla figlia e abbandonerà il mare per vivere con la generosa Mariette.

## Personaggi
- Abdul Aziz, comandante libanese del cargo Aldébaran, fermo nel porto di Marsiglia, bloccato a garanzia dei debiti dell'armatore.
- Diamantis, comandante in seconda, greco.
- Nedim Taksim, marinaio turco.
- Gaby e Lalla, entraineuses di un locale di Marsiglia, l'Habana. Gaby si scoprirà essere Amina, il perduto amore di Diamantis e Lalla sua figlia.
- Mariette, direttrice di un'agenzia immobiliare di Marsiglia, amica di Diamantis.

## Edizioni
- Jean-Claude Izzo, Les Marins perdus, 1997, Flammarion, Parigi
- Jean-Claude Izzo, Marinai perduti, 2001, Edizioni e/o, Roma, ISBN 88-7641-437-1